# Академсеть

Проектная схема всесоюзной Академсети

Академсе́ть, Всесою́зная Академсе́ть — ведомственная компьютерная сеть для научных учреждений Академии наук СССР, которую также использовали неакадемические предприятия. Основана в 1978 году в Ленинграде. После распада СССР была перезапущена под названием РОКСОН, сейчас может рассматриваться как технологическая сеть связи в составе Рунета и Интернета.

## История создания и развития

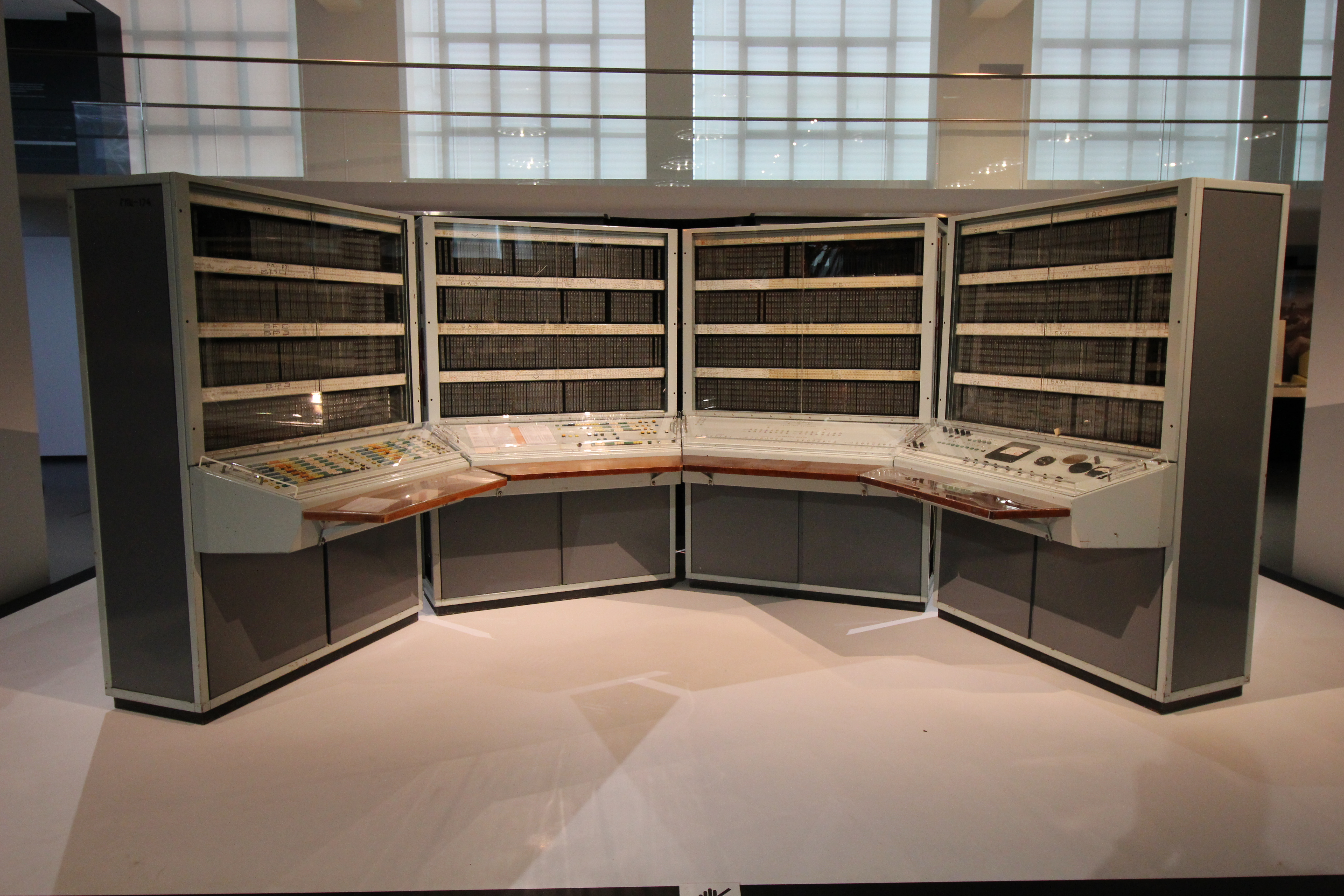
Начало 1970-х: ЭВМ БЭСМ-6 с перфорационным вводом были очень неудобны для пользователей

### ЛВЦ
В 1974 году в Ленинграде при Физико-техническом институте им. А. Ф. Иоффе (ФТИ) был создан отдел вычислительной техники, получивший название Ленинградский вычислительный центр (ЛВЦ) АН СССР. Главной задачей ЛВЦ было создание Вычислительного центра коллективного пользования (ВЦКП) для сотрудников всех учреждений (более 40) Ленинградского научного центра (ЛНЦ) АН СССР. К концу 1978 года услугами ВЦКП пользовались 18 ленинградских научных организаций, которым предоставлялось машинное время. Представители организаций вносили свои данные с помощью перфокарт и перфолент, данные обрабатывались комплексом ЭВМ (БЭСМ-6, МИР-2 и др.).
Эффективность ЛВЦ была отмечена руководством АН, города и страны, возникли планы его расширения. В связи с этим Президиум АН СССР обратился к правительству СССР с просьбой преобразовать ЛВЦ в Ленинградский научно-исследовательский вычислительный центр (ЛНИВЦ) АН СССР. Он был основан 19 января 1978 года. Одной из важнейших задач центра стал переход с неудобных перфокарт и перфолент на ввод данных с компьютерных терминалов, в том числе удалённо — непосредственно из организаций-пользователей. В число этих организаций начали входить неакадемические учреждения, сперва муниципального уровня, решавшие городские задачи, затем и прочие предприятия.

### ЛНИВЦ и ЛИВСАН

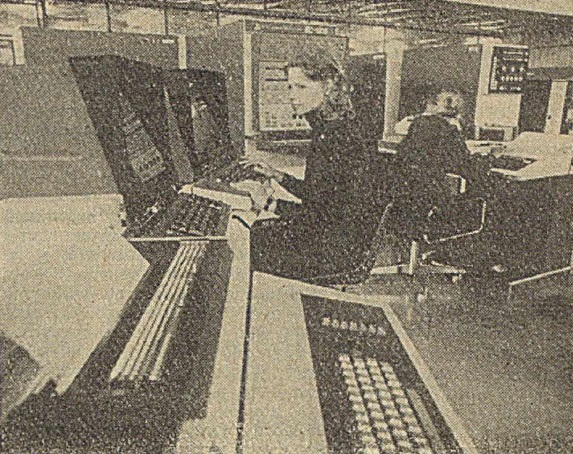
Конец 1970-х: ЕС ЭВМ имели клавиатуры и экраны и были гораздо удобнее БЭСМ

Удалённый терминальный доступ из множества организаций потребовал создания распределённой между ними сети передачи данных, которая получила название ИВСКП — «Информационно-вычислительная система коллективного пользования» (впоследствии аббревиатуры ВЦКП и ИВСКП стали нарицательными, в Петербурге по сей день предприятие коммунальных расчётов населения называется ГУП ВЦКП). В стране ещё с 1950-х годов существовал проект «Общегосударственная автоматизированная система учёта и обработки информации» (ОГАС), реализация которого испытывала влияние советских гонений на кибернетику и тормозилась аппаратными интригами. В 1970-х годах было принято решение о создании общесоюзной «Единой автоматизированной сети связи» (ЕАСС), в которую должна была войти «Общегосударственная сеть передачи данных» (ОГСПД), но эти планы также похожим образом тормозились. В связи с этим сотрудники ЛНИВЦ стали строить сети цифровой связи самостоятельно.
Удалённые терминалы связывались с центральными системами с помощью модемов по телефонным линиям. Для организации модемной сети можно было задействовать существующие телефонные сети общего пользования, сети связи специального назначения, а также самостоятельно прокладывать новые «выделенные» телефонные кабели для соединения систем между собой напрямую. В качестве протокола передачи данных стал использоваться принятый Международным союзом электросвязи в 1976 году стандарт X.25.
После успешной организации первых регулярных цифровых соединений по телефонным сетям внутри города возникла потребность нарастить ёмкость каналов связи на Васильевском острове, где сосредоточено много научных учреждений и где разместились две площадки ЛНИВЦ (одна из них в школе Карла Мая), включавшие в себя его Центральный вычислительный комплекс (ЦВК). Именно там были проложены первые выделенные линии с помощью 100-парных телефонных кабелей. Они имели соединения с городскими и междугородними автоматическими телефонными станциями, и у учёных была возможность задействовать резервные ёмкости телефонных сетей для обеспечения устойчивой связи. Таким образом были обеспечены потребности городских пользователей и было начато подключение пользователей за пределами города и страны.
Так, уже к концу 1980 года к сети удалённо подключились Ленинградский институт ядерной физики им. Б. П. Константинова (ЛИЯФ, Гатчина), Карельский филиал АН СССР (Петрозаводск), Всесоюзный научно-исследовательский институт прикладных автоматизированных систем (ВНИИПАС, Москва) и Институт электроники и вычислительной техники (ИЭВТ, Будапешт). Создаваемая сеть стала известна как ЛИВСАН — «Ленинградская информационно-вычислительная сеть АН СССР». Мощности ЛНИВЦ наращивались, был введён в эксплуатацию американский мейнфрейм CDC Cyber 172/6, затем он был усилен машинами серии ЕС ЭВМ. Скорость передачи данных по телефонным кабелям при этом была не выше 9600 бит/с, этого было недостаточно, в связи с чем началось освоение оптических линий. Первая опытная оптическая линия внутри одного из объектов сети заработала в 1980 году, а в марте 1984 года в опытную эксплуатацию вступила внешняя оптическая линия длиной около километра, работавшая на скорости до 16 Мбит/с.

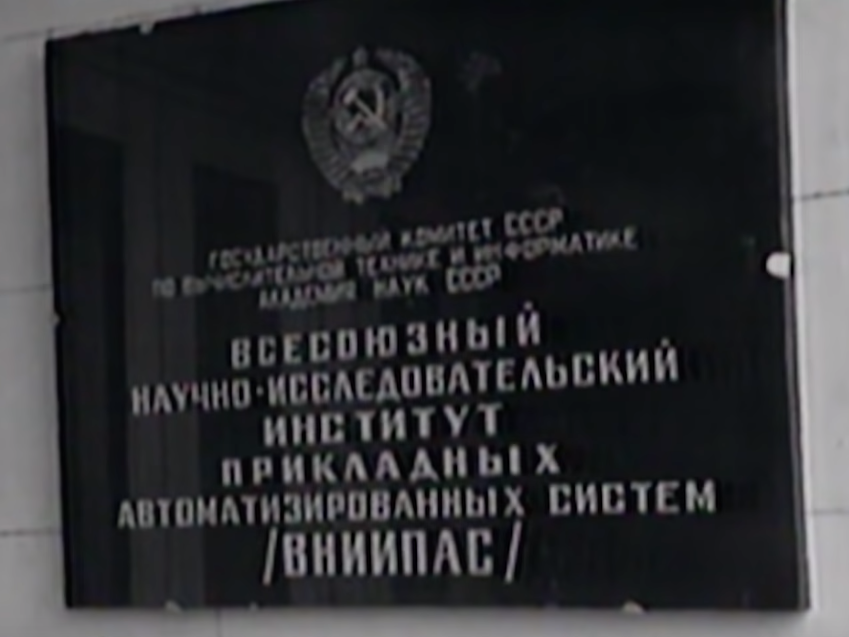
Вывеска на входе ВНИИПАС. Кадр из телепередачи Анатолия Клёсова (Гостелерадио СССР, 1988 год), показанный в сериале Андрея Лошака «Холивар. История Рунета» (2019 год)

### Академсеть
В 1979 году комиссия по ВЦКП и сетям ЭВМ Координационного комитета АН по вычислительной технике, опираясь на успешный опыт ЛИВСАН, предложила расширить сеть на весь СССР и назвать её «всесоюзная Академсеть». Была спроектирована сеть из 9 взаимосвязанных региональных вычислительных подсетей (РВПС), каждая из которых имела свою головную организацию: «Центр» (Москва, ВНИИПАС), «Северо-Запад» (Ленинград, ЛНИВЦ), «Прибалтика» (Рига, ИЭВТ Латвийской АН), «Юго-Запад» (Киев, ИК Украинской АН), «Урал» (Свердловск, ИММ УО АН СССР), «Сибирь» (Новосибирск, ГПВЦ СО АН СССР), «Средняя Азия» (Ташкент, НПО «Кибернетика» Узбекской АН), «Казахстан» (Алма-Ата, ИК Казахской АН), «Дальний Восток» (Хабаровск, ВЦ ДВО АН СССР).
Центральный узел всей системы ВНИИПАС, выделенный из состава московского ВНИИСИ, в 1981 году установил по протоколу X.25 зарубежную связь в виде регулярного цифрового канала до международного института МИПСА в Австрии на базе компьютеров PDP-11 и их аналогов. Впоследствии к сети были подключены страны соцблока, причём Вьетнам, Монголия и Куба — по спутниковой связи. До 1983 года пользователи Академсети в основном использовали её вычислительные ресурсы, а с 1983 года возрос интерес к доступу к советским и зарубежным базам данных. В связи с этим уже на стадии создания ЛИВСАН к ней были подключены Библиотека АН СССР и Ленинградский центр научно-технической информации (ЛенЦНТИ). После установления стабильной связи с Москвой пользователи Академсети получили доступ через ВНИИПАС к московским информационным центрам ИНИОН, ВИНИТИ, ВНТИЦ, МЦНТИ и к зарубежным базам данных, таким как ProQuest Dialog и LexisNexis. В результате, как вспоминает Валерий Бардин, «по Москве начали ходить списки вроде библиографий к диссертациям по той или иной теме, полученные непосредственно из западных библиотек. Это была революция. Но, естественно, доступ к этим благам имел сравнительно узкий круг научных сотрудников и особо допущенных лиц».
Австрийский канал ВНИИПАСа, дававший доступ к сетям «капиталистических стран», позволил в 1983 году создать советско-американское предприятие связи San Francisco Moscow Teleport (SFMT, позже «Совам Телепорт»), где ВНИИПАС стал совладельцем. Ещё в 1982 году этот канал использовался для организации спутникового телемоста «Москва—космос—Калифорния», положившего начало последующим международным телемостам. Существуют датированные 1986 годом сведения о том, что американские и советские учёные использовали цифровые каналы SFMT для передачи между СССР и США сигнала телевидения с медленной развёрткой. В частности, этим методом пользовался для удалённых медицинских консультаций врач Боб Гейл, которого советское правительство привлекало к лечению пострадавших при Чернобыльской аварии (1986).
В 1985 году на базе ЛНИВЦ создаётся Ленинградский институт информатики и автоматизации (ЛИИАН, современное название СПИИРАН) во главе с профессором В. М. Пономарёвым. Специалисты ЛИИАН разрабатывали типовые аппаратные решения для обслуживания пользователей, такие как терминальные комплексы с блоками КАМАК, а также развивали аппаратную архитектуру сети, в частности, создавали сетевые шлюзы и центры коммутации пакетов (ЦКП) на базе СМ ЭВМ. В 1985 году была введена в эксплуатацию первая очередь РПВС «Северо-Запад» на базе ЛИВСАН, которую стали с этих пор называть ленинградской Академсетью. ЛИИАН стал головной организацией по программе создания и внедрения интегрированных автоматизированных систем управления (ИАСУ) и гибких автоматизированных производств (ГАП) в Ленинграде. Ресурсы ЛИВСАН были задействованы в перестроечной программе развития промышленности «Интенсификация-90».

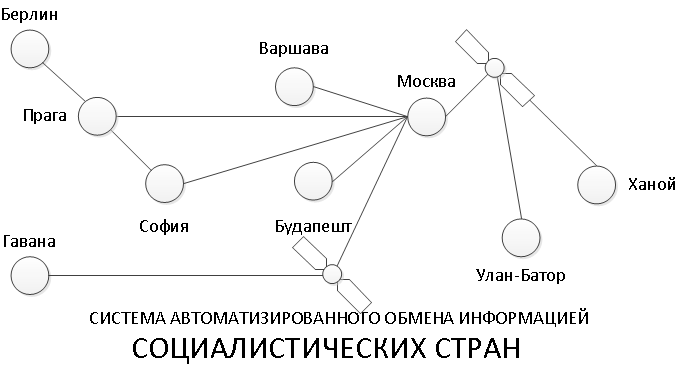
«Схема системы автоматизированного обмена информацией социалистических стран» — X.25-сеть ВНИИПАСа для стран «соцлагеря»

В 1986 году в Брюсселе вышла книга аналитика НАТО Крега Синклера (Craig Sinclair) «Состояние советской гражданской науки», в которой была глава об Академсети с её схемой. В книге заявлялось, что к 1986 году была принята госприёмкой часть Академсети с около 55 «интерактивными компьютерами», соединявшая на постоянной основе Ленинград, Москву и Ригу. Также сообщалось, что большую роль играл ИЭВТ (Институт электроники и вычислительной техники) в Риге — проектировал сеть, создавал программное и аппаратное обеспечение. Важную часть этой работы делал академик Эдуард Якубайтис. Указывалось на общую техническую отсталость советского оборудования от западных аналогов, недостаток квалифицированных кадров. Приводились данные: «В 1984 году в ленинградской сети было 46 удалённых терминалов для внесения задач; около 30 тысяч часов машинного времени было арендовано удалёнными пользователями. Сначала преобладали долгосрочные задачи, но сейчас большинство задач краткосрочные, что указывает на то, что центр используется более чем для того, чтобы решать задачи по перемалыванию цифр. Число институциональных пользователей около 100». В 1989 году исследование советской компьютерной отрасли издал Гудзонский институт, где также указывалось на существенное отставание СССР и Академсети в частности от западных аналогов, а также на то, что Академсеть сильно напоминала раннюю Arpanet.
Во второй половине 1980-х ленинградская Академсеть увеличивала аппаратные ресурсы, а между научными учреждениями прокладывались новые оптические линии. Для них по заказу ЛИИАН ленинградский НИИ «Севкабель» разработал многомодовые кабели из отечественного сырья, адаптированные для прокладки в телефонной канализации. Московский Институт общей физики (ИОФ АН) разработал электронно-оптические преобразователи, оптические соединители, методы сварки оптики. Для дальней связи началось освоение спутниковых цифровых соединений. По специальному разрешению Министерства морского флота СССР и предприятия «Морсвязьспутник» в Ленинграде, Апатитах, Свердловске, Хабаровске и Тарусе были установлены пять судовых спутниковых станций «Волна-C», передававшие данные через систему Inmarsat. В Ленинграде также применялись радиоканалы системы «Алтай».
В 1987 году в ЛИИАН был создан центр по приему, обработке, хранению и передаче данных с международных метеорологических спутников серии NOAA-9 (10, 11, 12), которые были востребованы во многих научных учреждениях — это была одна из мер по созданию собственного внутрисетевого «контента» для пользователей, необходимость в котором стала к этому времени очевидна. В Новосибирске на проектируемом сегменте (РВПС) «Сибирь» из этих же соображений были разработаны направления: «разработка библиографического банка данных по основным направлениям научных работ Сибирского отделения АН СССР», «адаптация фактографического банка данных по молекулярной спектроскопии в сетевую структуру» и «разработка технико-экономического банка данных населения Академгородка». «Итоговая конфигурация региональной сети Сибирского отделения АН СССР, расширенная после выполнения работ по двум сетевым проектам, включала 16 узлов сети передачи данных, 6 базовых ЭВМ (БЭСМ-6, ЕС ЭВМ), 15 мини-ЭВМ, примерно 200 терминалов различного типа. Работы по развитию и эксплуатации сети продолжались до начала 90-х гг.».
К 1989 году был разработан масштабный проект всесоюзного развития оптической и спутниковой Академсети, но реализации не последовало в связи с распадом СССР. По мнению директора по науке ВНИИПАС/ИАС Ю. А. Савостицкого, Академсеть «едва ли способствовала действительному росту научных коммуникаций в академической среде: в стране не хватало вычислительной техники, особенно на окраинах страны, и после экспериментов по ежегодной демонстрации работоспособности сети в целом (по всем полутора десяткам узлов одновременно) многие институты отключали абонентские компьютеры от сети для использования их при плановых научных исследованиях, расчетах и моделировании». В 1992 году вся вычислительная техника и прочее оборудование Академсети было уничтожено, осталась только кабельная среда сети передачи данных.
В этот же исторический период на территории СССР в 1990 году стихийно начала развиваться на коммерческой основе почтовая сеть «Релком», которая в 1990 году присоединилась к европейской EUNet для участия в конференциях Usenet и создала глобальный интернет-домен .su, что сделало Академсеть непривлекательной для пользователей. К развитию «Релкома» были причастны некоторые специалисты, работавшие и в Академсети, например, Николай Саух и Дмитрий Бурков (в 2020 году награждён за деятельность государственным орденом РФ).
О взаимоотношениях «Релкома» с Академсетью директор «Релкома» Алексей Солдатов говорит так: в 1990 году, «когда сеть „Релком“ заработала, самыми первыми пользователями стали сотрудники, её создававшие. Потом они убедили и меня тоже стать пользователем. Я пошёл по своим друзьям-товарищам — физикам, математикам, по разным институтам — уговаривать их присоединиться к нам. <…> Вариантов было два. Первый — сделать научно-образовательную сеть, что-то типа Академсети, создававшейся в рамках Академии наук, где будет приличное качество связи, но она будет дорогой, с каждого института брать деньги, причём относительно большие, чтобы хватило на эксплуатацию и развитие „Релкома“. Второй — сделать общедоступную сеть, что называется public network, то есть с огромным количеством пользователей, но дешёвую. Долго думали, месяца полтора. Да, была Академсеть, но она в то время не работала, с ней были разные сложности. Мы ею даже не пользовались. Евгений Павлович Велихов всё смеялся: сколько там из Академсети вышло академиков, сколько денег потрачено, а тут пришли ребята и всё сделали, а „академка“ так и не работает. И подобных сетей в сфере науки и высшего образования было немало. В конечном счёте мы решили сделать сеть паблик».

## В Российской Федерации

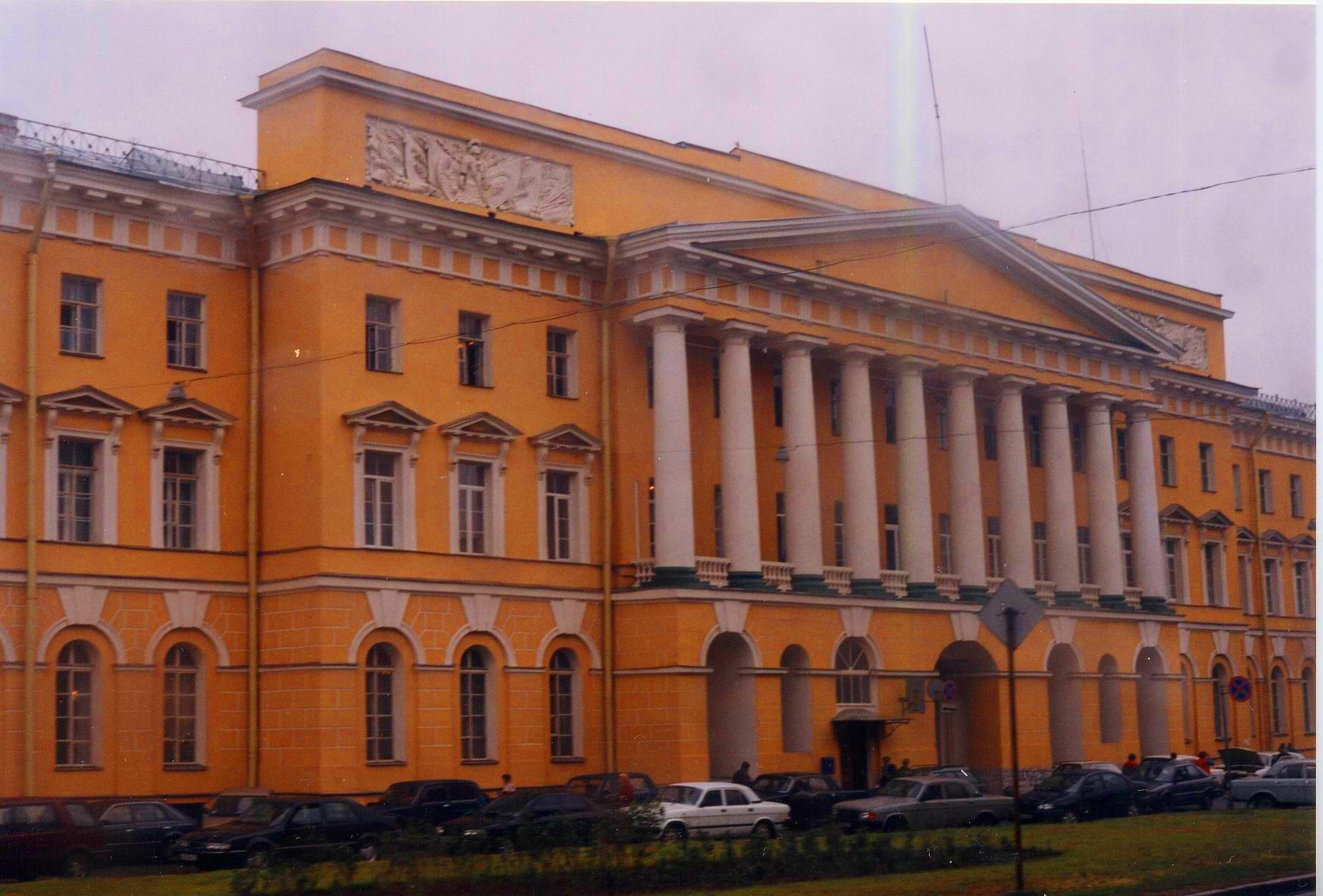
Здание Ленэнерго на Марсовом поле, 1 — центральный узел РОКСОН

В 1995 году группа российских учёных получила грант РФФИ и финансовую поддержку в рамках ведомственной программы «Создание национальной сети компьютерных телекоммуникаций для науки и высшей школы» по проекту «Создание региональной объединённой компьютерной сети образования, науки и культуры Северо-Запада (РОКСОН С-З)». В ИОФ АН были разработаны новые электронно-оптические преобразователи (Ethernet-трансиверы) повышенной мощности, которые позволили работать на сильно устаревших к этому времени оптических кабелях Академсети. Центральный узел сети разместили в здании Ленэнерго по адресу Марсово поле, 1. В 1998 году работы были признаны успешными, была спроектирована вторая очередь РОКСОН, которую закончили к 2002 году с заменой советских оптических кабелей. Работы основывались на западных стандартах модели OSI, с точки зрения современной электросвязи РОКСОН стала одной из множества масштабных технологических сетей связи, управляющей организацией стал Санкт-Петербургский научный центр РАН. Узел в Ленэнерго стал одной из площадок точки обмена интернет-трафиком SPB-IX.